# Liste der Inseln der Föderierten Staaten von Mikronesien

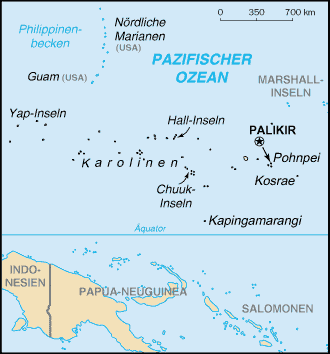
Karte der Föderierten Staaten von Mikronesien

Die Liste der Inseln der Föderierten Staaten von Mikronesien listet alle Inseln, Inselgruppen und Atolle diese Inselstaates auf, geordnet alphabetisch nach Bundesstaat. Alle Inseln und Atolle gehören geographisch zum Archipel der Karolinen.

## Bundesstaat Chuuk

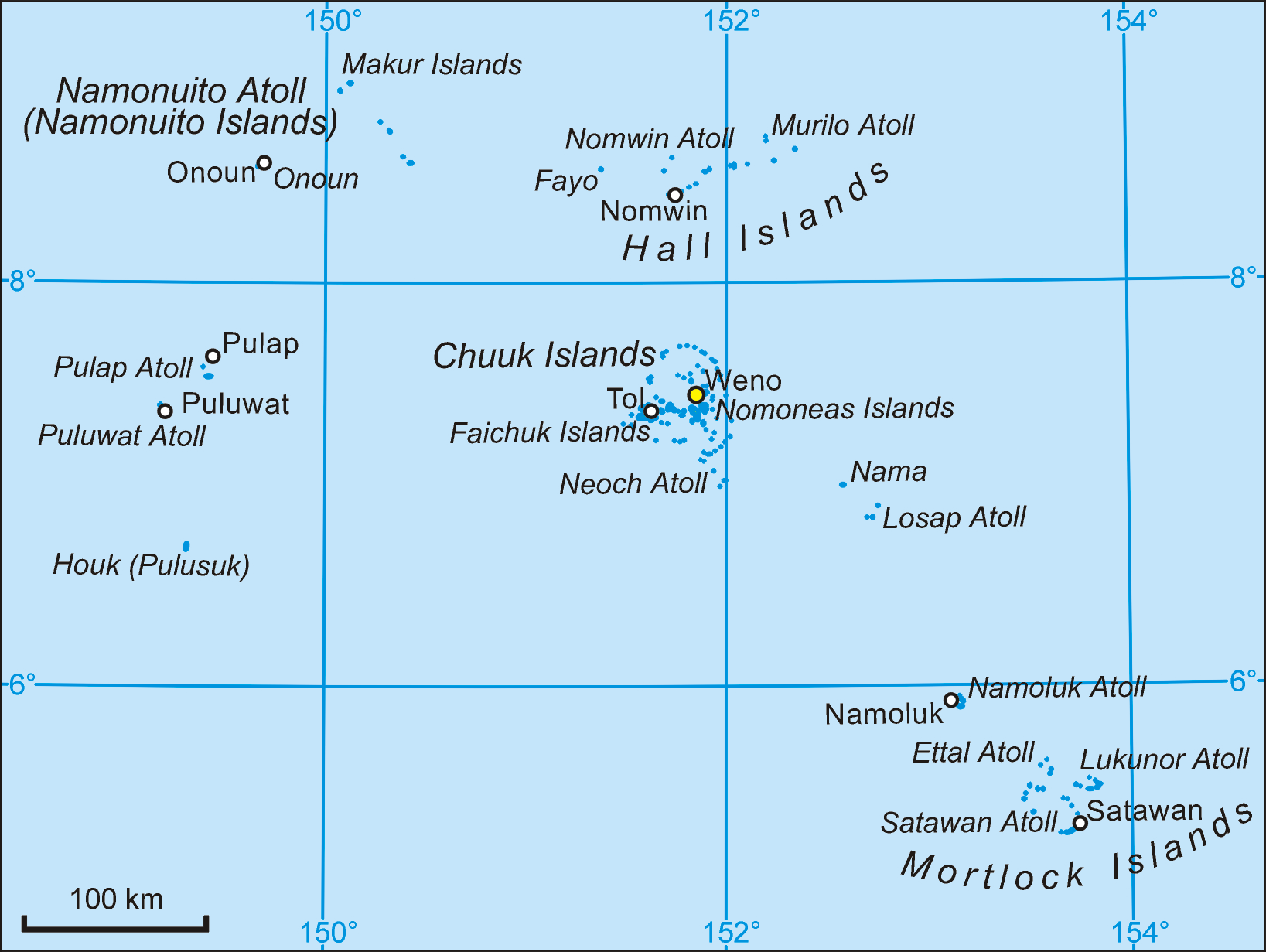
Karte des Staates Chuuk

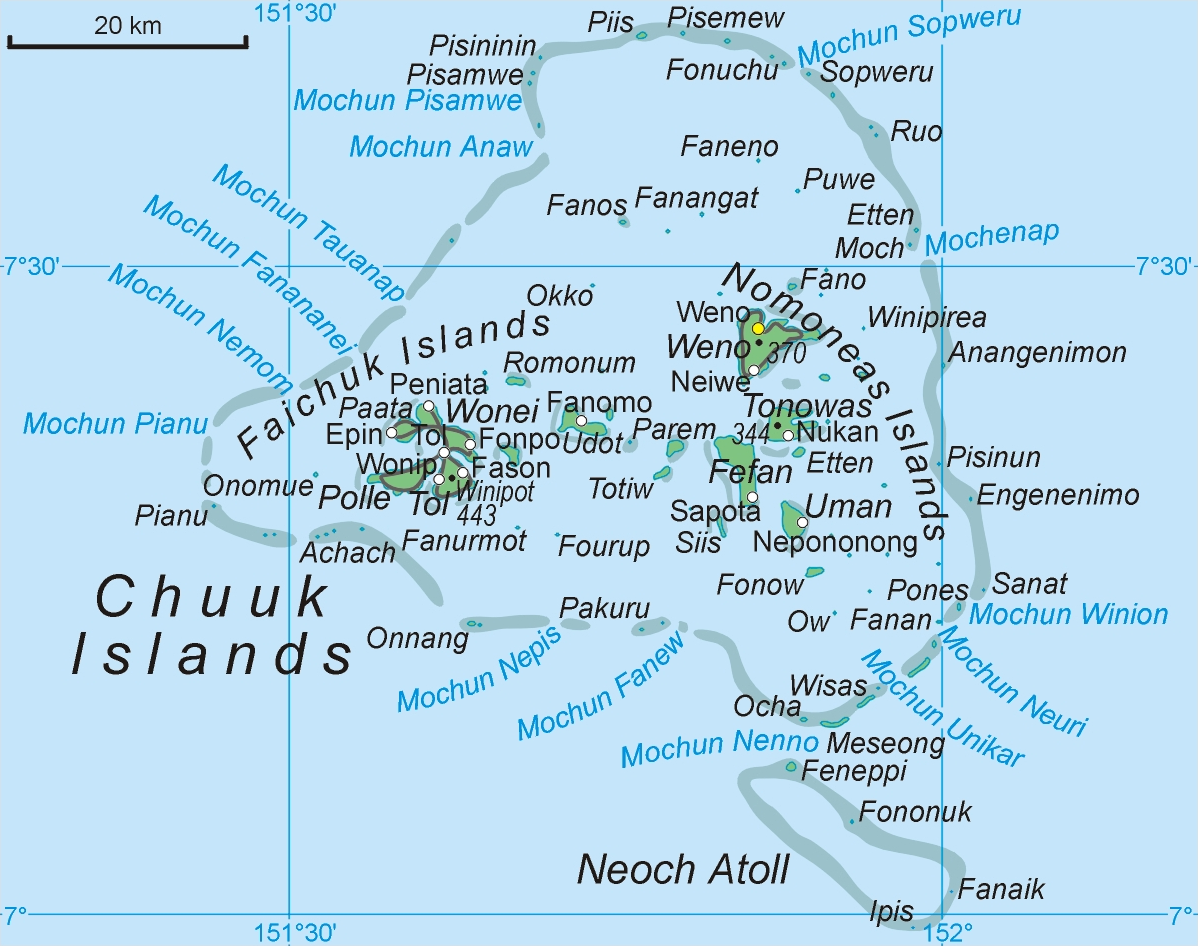
Karte des Atolls Chuuk

### Zentrale Gruppe
- Chuuk (Atoll)   (7° 24′ N, 151° 47′ O)
  - Inseln in der Lagune
    - Eot
    - Etten   (7° 21′ 16″ N, 151° 53′ 1″ O)
    - Fanangat
    - Fanapanges   (7° 21′ 16″ N, 151° 39′ 53″ O)
    - Faneno
    - Fano (Fono)   (7° 29′ 5″ N, 151° 52′ 50″ O)
    - Fanos
    - Fanurmot
    - Fefan   (7° 20′ 50″ N, 151° 50′ 21″ O)
    - Oan
    - Okko
    - Onomue
    - Ow
    - Paata   (7° 22′ 30″ N, 151° 34′ 57″ O)
    - Parem   (7° 21′ 40″ N, 151° 47′ 21″ O)
    - Polle   (7° 20′ 25″ N, 151° 35′ 13″ O)
    - Pones
    - Puwe
    - Romonum   (7° 24′ 41″ N, 151° 40′ 9″ O)
    - Siis   (7° 17′ 54″ N, 151° 49′ 27″ O)
    - Tanowas
    - Tol   (7° 20′ 35″ N, 151° 37′ 12″ O)
    - Tonowas   (7° 22′ 34″ N, 151° 52′ 44″ O)
    - Toronmurui   (7° 20′ 31″ N, 151° 46′ 58″ O)
    - Uman   (7° 17′ 55″ N, 151° 52′ 57″ O)
    - Udot   (7° 22′ 40″ N, 151° 42′ 50″ O)
    - Usot
    - Weno (Moen)   (7° 26′ 55″ N, 151° 50′ 59″ O)
    - Wonei   (7° 23′ 2″ N, 151° 36′ 10″ O)

  - Inseln auf dem Saumriff:
    - Achach
    - Anangenimon
    - Engenemino
    - Etten
    - Fanan
    - Fonuchu
    - Moch
    - Ocha
    - Onnnag
    - Pianu
    - Piis-Paneu   (7° 40′ 38″ N, 151° 45′ 49″ O)
    - Pisamwe
    - Pisemew
    - Pisininin
    - Pones
    - Ruo
    - Sanat
    - Sopweru
    - Wisas
- Neoch (Atoll)   (7° 3′ 16″ N, 151° 55′ 16″ O)
  - Fanaik
  - Feneppi
  - Fononuk
  - Ipis

### Outer Islands
- Mortlocks (Region Südost):
  - Losap (Atoll)   (6° 52′ 30″ N, 152° 41′ 54″ O)
    - Alananubu
    - Fanuanwin (Fannaanwin)
    - Loal (Laol) Island (Sobuor)
    - Losap Island
    - Oite Island
    - Pis Island
    - Talap Island
    - 7 weitere Inseln auf dem Saumriff?

  - Mortlock Islands (Atollgruppe)   (5° 29′ 2″ N, 153° 39′ 31″ O)
    - Etal (Atoll)   (5° 35′ 22″ N, 153° 34′ 2″ O)
      - Etal
      - Parang Island
      - Unon Island
      - 14 weitere kleine unbenannte Inseln auf dem Saumriff?

    - Lukunor (Atoll)   (5° 30′ 54″ N, 153° 45′ 52″ O)
      - Fanamau
      - Fanofa Island
      - Fanueissane
      - Kurum
      - Lukunor (Likinioch)
      - Manekara
      - Oneop
      - Pianemane
      - Piasa Island
      - Pieissin
      - Pien
      - Pienemon
      - Pienkesse
      - Pukin
      - Sapwil
      - Sopunur

    - Satawan (Atoll)   (5° 23′ 54″ N, 153° 35′ 22″ O)
      - Alengarik
      - Aliare
      - Apisson
      - Chacha
      - Enekap
      - Ewal
      - Fatikat
      - Fauchan
      - Faupuker
      - Fecha
      - Foui
      - Kuttu
      - Lelang
      - Lemasul
      - Letau
      - Manimwek
      - Mariong
      - Masawech
      - Moch
      - Oninuk
      - Onupuku
      - Orin
      - Pien
      - Pike
      - Pis
      - Pokonopo
      - Pononkis
      - Pononlap
      - Satawan
      - Simelap
      - Ta
      - Weito
      - Wonalang
      - rund 32 bis 57 weitere kleine und kleinste Inseln auf dem Saumriff

  - Nama (Insel)   (6° 59′ 26″ N, 152° 34′ 30″ O)
  - Namoluk (Atoll)   (5° 54′ 42″ N, 153° 8′ 16″ O)
    - Amas
    - Lukan
    - Namoluk
    - Toimon
    - Umap
- Oksoritod (Region Nordwest):
  - East Fayu (Insel)   (8° 32′ 56″ N, 151° 20′ 25″ O)
  - Hall Islands   (8° 37′ 32″ N, 151° 59′ 11″ O)
    - Murilo (Atoll)   (8° 38′ 29″ N, 152° 12′ 7″ O)
      - 28 Inseln auf dem Saumriff

    - Nomwin (Atoll)   (8° 31′ 40″ N, 151° 47′ 0″ O)
      - Eate
      - Elin
      - Fananu
      - Fayo
      - Igup
      - Nomwin
      - Oiman
      - Pesief Island (Pisief)
      - Pielaure
      - Pisicho
      - Pisilemo
      - Pisira
      - Pissisin
      - Setoanelap
      - Setoaneris
      - Ulape

  - Manila Reef (Atoll)   (6° 49′ 39″ N, 149° 14′ 27″ O)
    - Houk (Pulusuk) (Insel)   (6° 41′ 38″ N, 149° 17′ 40″ O)

  - Namonuito (Atoll)   (8° 40′ 0″ N, 150° 0′ 0″ O)
    - Amurtride
    - Behiliper
    - Bihof
    - Magererik
    - Magur (Makur)
    - Onari (Unanu)
    - Ono (Onou)
    - Pielimal
    - Pisaras (Piherararh)
    - Ulul (Onoun)
    - Wabonoru
    - Weltot

  - Pulap (Atoll)   (7° 35′ 0″ N, 149° 24′ 55″ O)
    - Fanadik
    - Pulap
    - Tamatam

  - Uranie Bank (Atollstruktur)   (7° 17′ 42″ N, 149° 19′ 48″ O)
    - Puluwat (Atoll)   (7° 21′ 31″ N, 149° 11′ 30″ O)
      - Alet
      - Bangelab
      - Puluwat
      - Sau
      - To

## Bundesstaat Kosrae

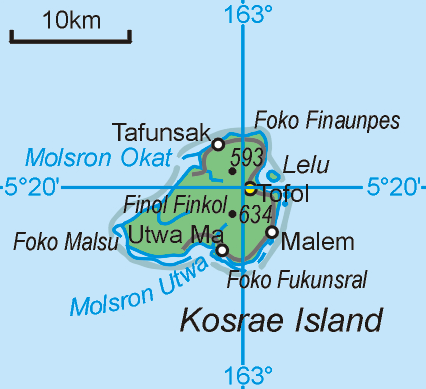
Karte von Kosrae

- Kosrae mit Nebeninseln
  - Kosrae   (5° 18′ 41″ N, 162° 58′ 24″ O)
  - Kiul (Gabert)
  - Lelu   (5° 19′ 55″ N, 163° 1′ 38″ O)
  - Mutunyal
  - Sroansak
  - Srukames
  - Yen Yen   (5° 20′ 6″ N, 163° 1′ 12″ O)
  - Yenasr
  - (Airport Island)   (5° 21′ 18″ N, 162° 57′ 26″ O)

## Bundesstaat Pohnpei

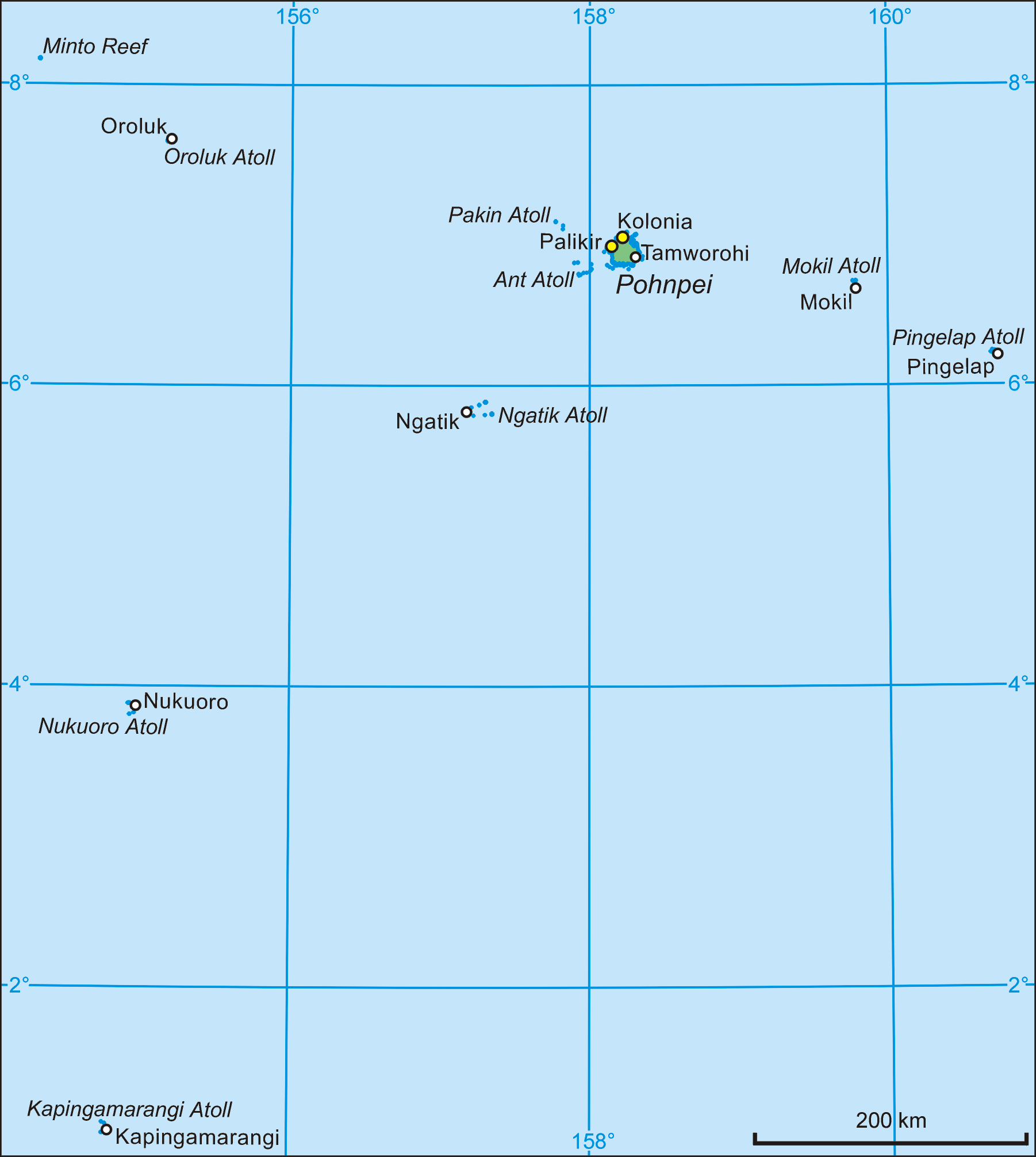
Karte des Staates Pohnpei

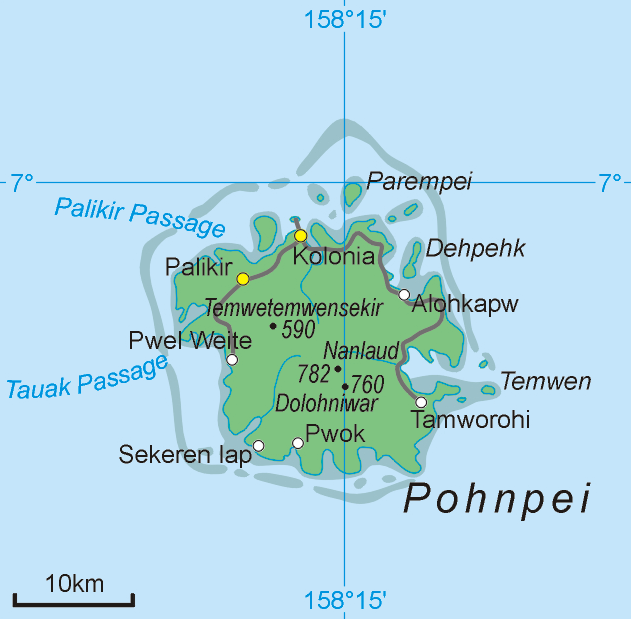
Karte der Pohnpei-Inseln

### Zentrale Gruppe
- Senjawin-Inseln:   (6° 53′ 39″ N, 157° 55′ 58″ O)
  - Ant (Atoll)   (6° 46′ 48″ N, 157° 57′ 56″ O)
    - Nikalap Aru
    - Pamuk
    - Patya
    - Wolauna Island (Bird Island)

  - Pakin (Atoll)   (7° 3′ 31″ N, 157° 48′ 14″ O)
    - Mant
    - Nikalap
    - Uyetik

  - Pohnpei (Atoll)   (6° 52′ 23″ N, 158° 14′ 7″ O)
    - Dehpehk
    - Deke Sokehs (Sokehs Island)
    - Dekehtik (Flughafeninsel)   (6° 58′ 57″ N, 158° 12′ 27″ O)
    - Dolehtik
    - Lenger Island
    - Nanue
    - Panian
    - Parempei
    - Pohnpei (Insel)   (6° 52′ 23″ N, 158° 14′ 7″ O)
    - Sapwik
    - Temwen

### Outer Islands
- Kapingamarangi (Atoll)   (1° 3′ 44″ N, 154° 46′ 16″ O)
  - Hare
  - Hepepa
  - Herokoro
  - Hukuhenua
  - Hukuniu
  - Matawhei
  - Matiro
  - Matukerekere
  - Matuketuke
  - Nikuhatu
  - Nunakita
  - Parakahi
  - Pepeio
  - Pumatahati
  - Pungupungu
  - Ramotu
  - Rikumanu
  - Ringutori
  - Sakenge
  - Takairongo
  - Tangawaka
  - Tariha
  - Taringa
  - Tetau
  - Tiahu
  - Tipae
  - Tirakau
  - Tirakaume
  - Tokongo
  - Torongahai
  - Touhou
  - Turuaimu
  - Werua
- Minto Reef (Atoll)   (8° 6′ 17″ N, 154° 16′ 58″ O)
  - (unbenannte Sandbank)
- Mokil (Atoll)   (6° 40′ 49″ N, 159° 45′ 22″ O)
  - Kahlap
  - Manton
  - Urak
- Nukuoro (Atoll)   (3° 50′ 45″ N, 154° 56′ 26″ O)
  - Ahuedolu
  - Ahuilodo
  - Ahulanui
  - Ahulegalega
  - Ahuloloa
  - Balaiasi
  - Baonga
  - Dagamanga
  - Dahangahaino
  - Dahaugadabu
  - Dalagivao
  - Dalainamu
  - Deahu (3 Inseln)
  - Deahua
  - Demodu
  - Deungagelegele
  - Dolungahale
  - Gabinivele
  - Gausema
  - Haduganae
  - Haisisi
  - Hauosiga
  - Ladi
  - Masabu
  - Masagumani-ilalo
  - Masagumani-ingage
  - Modubodai
  - Moduia
  - Moduidua
  - Moduilalo
  - Moduilodo
  - Modunui
  - Moduodula
  - Moduovae
  - Moduovega
  - Namoilodoa
  - Ngaligi
  - Niulegida
  - Nukuoro
  - Olomanga
  - Sabinimadogo
  - Senugudai
  - Sungaulohu
  - Tuila
- Oroluk (Atoll)   (7° 30′ 36″ N, 155° 17′ 46″ O)
  - Oroluk   (7° 37′ 12″ N, 155° 9′ 32″ O)
- Pingelap (Atoll)   (6° 13′ 3″ N, 160° 42′ 9″ O)
  - Pingelap (Insel)
  - Sukoru
- Sapwuahfik (Ngatik) (Atoll)   (5° 48′ 52″ N, 157° 16′ 18″ O)
  - Bigen Kalang
  - Bigen Karakar
  - Dekehnman
  - Jirup
  - Ngatik (Insel)   (5° 47′ 11″ N, 157° 9′ 23″ O)
  - Peina
  - Pikenmetkow
  - Pikepe
  - Uataluk
  - Wat

## Bundesstaat Yap

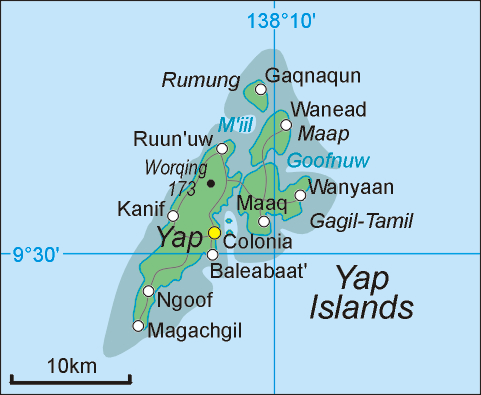
Karte der Yap-Inseln

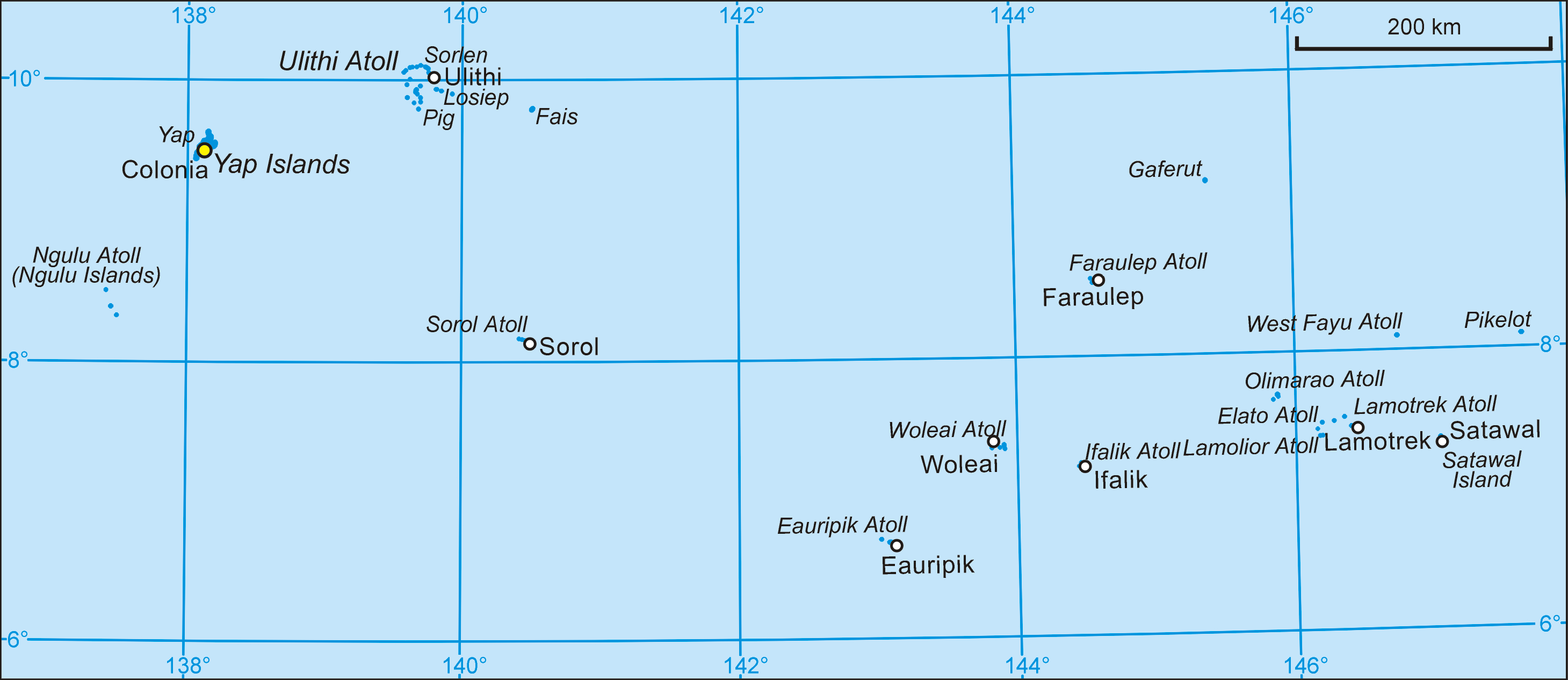
Karte des Staates Yap

### Zentrale Gruppe
- Yap-Inseln:   (9° 31′ 0″ N, 138° 6′ 0″ O)
  - Bileegiliy
  - Biy
  - Dilmeet
  - Fangamaat
  - Gagil-Tomil   (9° 32′ 36″ N, 138° 9′ 57″ O)
  - Garim
  - Maap   (9° 35′ 25″ N, 138° 10′ 12″ O)
  - Mitheathow
  - Paakeal
  - Qaelik (Felsen)
  - Rumung   (9° 37′ 23″ N, 138° 9′ 35″ O)
  - Ruunguch
  - Taraang
  - Yap   (9° 31′ 0″ N, 138° 6′ 0″ O)

### Outer Islands
- Eauripik (Atoll)   (6° 40′ 50″ N, 143° 2′ 31″ O)
  - Bekefas
  - Eauripik
  - Edarepe
  - Elangkileku
  - Oao
  - Siteng
- Elato (Atoll)   (7° 30′ 2″ N, 146° 9′ 45″ O)
  - 3 Inseln auf dem Saumriff
- Fais (Insel)   (9° 45′ 43″ N, 140° 31′ 3″ O)
- Falalop (Insel)   (10° 1′ 1″ N, 139° 47′ 20″ O)
- Faraulep (Atoll)   (8° 35′ 18″ N, 144° 30′ 36″ O)
  - Eate
  - Fuasubukoru
  - Nigaruyaru
- Gaferut (Insel)   (9° 13′ 41″ N, 145° 23′ 3″ O)
- Ifalik (Atoll)   (7° 14′ 57″ N, 144° 26′ 50″ O)
  - Elanelap
  - Ella
  - Flalap
  - Flarik (ehemalige Insel, zusammengewachsen mit Flalap)
  - Imoei (ehemalige Insel, zusammengewachsen mit Flalap)

- Lamolior (Atoll)   (7° 24′ 44″ N, 146° 9′ 51″ O)
  - 2 Inseln auf dem Saumriff
- Lamotrek (Atoll)   (7° 29′ 14″ N, 146° 19′ 40″ O)
  - Falaite
  - Lamotrek
  - Pugue
- Ngulu (Atoll)   (8° 26′ 56″ N, 137° 28′ 59″ O)
  - Maseran
  - North Island
  - Ngulu
  - Rattogoru
  - Vatschaluk
  - Yanneckiki
- Olimarao (Atoll)   (7° 41′ 22″ N, 145° 52′ 12″ O)
  - Falipi
  - Olimarao
- West Fayu (Piagailoe) (Atoll)   (8° 4′ 36″ N, 146° 43′ 18″ O)
  - West Fayu Islet
- Pikelot (Insel)   (8° 6′ 17″ N, 147° 38′ 47″ O)
- Satawal (Insel)   (7° 22′ 48″ N, 147° 1′ 50″ O)
- Sorol (Atoll)   (8° 7′ 48″ N, 140° 22′ 57″ O)
  - Bigelimol
  - Bigeliwol
  - Bigelor
  - Birara
  - Falewaidid
  - Sorol
  - 3 weitere Inseln auf dem Saumriff
- Turtle Islands (Atoll)   (9° 55′ 22″ N, 139° 49′ 50″ O)
  - Bulubul
  - Losiep
  - Pau
- Ulithi (Atoll)   (9° 58′ 0″ N, 139° 40′ 0″ O)
  - Asor
  - Begef
  - Chan
  - Delesap
  - Ealil
  - Eau
  - Eleute
  - Elemat
  - Elipig
  - Federai
  - Feitabul
  - Lam
  - Lolang
  - Lossau
  - Malotel
  - Mangejang
  - Mas
  - Mogmog
  - Pigelelel
  - Piras
  - Pogel
  - Potangeraf
  - Pugelug
  - Song
  - Songetigech
  - Sorlen
  - Zowatabu
- Woleai (Atoll)   (7° 20′ 50″ N, 143° 52′ 20″ O)
  - Elingarik
  - Falalop
  - Falalus
  - Falamailok
  - Faluelegalao
  - Faluelepalape
  - Faluelemariete
  - Farailes
  - Jalangigereil
  - Luisage
  - Mariyang
  - Motegosu
  - Paliau
  - Pial
  - Raur
  - Sand Island
  - Tahoilap
  - Taramat
  - Woteggai
- Zohhoiiyoru Bank (Atoll)   (9° 53′ 0″ N, 139° 57′ 0″ O)
  - Iar
  - Gielap